# Grästjärnen (Karlanda socken, Värmland)
Grästjärnen är en sjö i Årjängs kommun i Värmland och ingår i Göta älvs huvudavrinningsområde. Sjöns area är 0,009 kvadratkilometer och den är belägen 195 meter över havet.